# Когда Фландерс обанкротился
«When Flanders Failed» (с англ. — «Когда Фландерс пал») — третья серия третьего сезона мультсериала «Симпсоны». Премьера эпизода состоялась 3 октября 1991 года.

## Сюжет
Нед Фландерс устраивает вечеринку для всех соседей и знакомых, на которой объявляет, что решил открыть собственный бизнес — магазин «Лефториум», в котором будут продаваться товары и инструменты для левшей. Не любящий Фландерса Гомер загадывает желание, чтобы Фландерс потерпел неудачу, и в фантазиях представляет закрытие магазина и банкротство Фландерса. Бизнес действительно не имеет успеха, Фландерс разорился и был вынужден отдать мебель и имущество за долги. Чувствуя свою вину, Гомер агитирует всех левшей, которых он знает (в том числе мистера Бёрнса и Мо) покупать товары Фландерса и спасает соседа от банкротства.

## Культурные отсылки
- Название эпизода — каламбур, обыгрывающий название стихотворения времён Первой мировой войны «На полях Фландрии» (англ. In Flanders Fields).
- Один из персонажей, Акира, даёт Барту книгу «Искусство войны», автором которой является китайский философ Сунь-цзы.
- Фраза мистера Бёрнса в конце серии «Полцарства за консервный нож для левшей!» («My kingdom for a left-handed tin-opener») пародирует знаменитую реплику Ричарда III из одноимённой трагедии Шекспира: «Коня! Коня! Полцарства за коня!»[2] (англ. «А horse! А horse! My kingdom for a horse!»).
- Эпизод, когда Гомер собирает жителей города у «Лефториума» — отсылка к фильму «Эта прекрасная жизнь».

## Интересные факты
- В этой серии становится известно что мистер Бёрнс, Мо, Эдна, Отто, Барни, Ленни, Мэр, Апу, Акира, Лайнел Хатс, Мэл, принцесса Кашмир, доктор Ник, доктор Хибберт и Джаспер, Хэлен Лавджой, директор Скиннер, Кент Брокман, Красти, шеф Виггам, Герман, саксофонист Мерфи, Боб (владелец магазина фургонов) и доктор Монро левши. Хотя в более поздних сериях Апу, Красти, Эдна и Отто показаны как правши.